# Spåmand
Spåmænd påstår at kunne forudsige fremtiden. Hertil benytter de mange hjælpemidler, det kan være tarotkort, håndfladen, stjernerne og mange andre ting.
Spåmænd er i visse sammenhænge forbundet med snyderi. Et eksempel på dette er er 5. Mosebog kapitel 18 vers 10, hvor der nævnes at spådomskunst (den kunst spåmænd behersker) er forbudt, men i Bibelen bliver profeter set som folk, der virkelig kan forudsige fremtiden.
Spåmænd findes i alle samfund og er også at finde i dagens Danmark. Deres evne til at forudsige fremtiden er meget omdiskuteret, nogle har fået deres fremtid spået og derefter oplevet at det passede, mens andre har oplevet det modsatte eller mener at spådommen er flertydig.